# Rec del Portaló
El Rec del Portaló és una zona humida constituïda per un tram del rec del Portaló, situat al temer municipal del Port de la Selva, al Parc Natural de Cap de Creus. El rec de Portaló està situat al nord del Cap de Creus i recull les aigües que baixen dels vessants del Puig Alt Gran fins a desembocar a la cala del Portaló. Es tracta d'un torrent de règim mediterrani, que només porta aigua els dies de pluja.
El sector que s'incorpora com a zona humida està constituït per un tram mitjà del torrent i inclou un sector on es produeix la confluència d'altres torrents, com el rec del Moro. L'acumulació de sediments al fons de vall ha permès el desenvolupament de sòls mínimament profunds que permeten la presència de comunitats vegetals de tipus higròfil.
A la major part de la llera del torrent apareix l'hàbitat d'interès comunitari 6420 "Jonqueres i herbassars graminoides humits, mediterranis, del Molinio-Holoschoenion". S'hi troben puntualment algunes espècies helofítiques o higròfiles (Phragmites australis, Scirpus holoschoenus, etc) i alguns arbres de ribera, com el gatell (Salix cinerea subsp. oleifolia), però predominen les espècies dels esbarzers i les brolles silicícoles i bruguerars, sobretot l'esbarzer (Rubus ulmifolius) i
el bruc (Erica arborea).
Pel que fa a la fauna, el rec pot ser interessant com a zona de reproducció per a diverses espècies d'amfibis. No es detecten factors que estiguin afectant negativament aquest espai, força isolat. Hi ha una edificació mig enrunada, d'ús desconegut.
Aquesta zona humida està inclosa dins la Reserva Natural Integral del Parc Natural de Cap de Creus, forma part de l'espai del PEIN "Cap de Creus" i de l'espai de la Xarxa Natura 2000 ES5120007 "Cap de Creus" i està situada a més dins el Paratge Natural d'Interès Nacional de Cap Gros-Cap de Creus i dins la Reserva Natural Integral del Cap de Creus.